# Klenčí pod Čerchovem
Klenčí pod Čerchovem (jusqu'en 1946 : tchèque : Kleneč pod Čerchovem ; en allemand : Klentsch) est un bourg (městys) du district de Domažlice, dans la région de Plzeň, en Tchéquie. Sa population s'élevait à 1 322 habitants en 2017.

## Géographie
Klenčí pod Čerchovem se trouve à 9 km à l'ouest du centre de Domažlice, à 53 km au sud-ouest de Plzeň et à 137 km sud-ouest de Prague.
La commune est limitée par Nemanice au nord-ouest, par Postřekov, Díly et Ždánov au nord, par Draženov et Trhanov à l'est, par Chodov au sud, et par Česká Kubice au sud-ouest.

## Histoire
La première mention écrite de la localité date de 1325.

## Administration
La commune se compose de deux quartiers :
- Jindřichova Hora
- Klenčí pod Čerchovem

## Jumelage
- Waldmünchen (Allemagne)